# Robert Lee Wolff
Robert Lee Wolff (26 de desembre del 1915, Nova York – 11 de novembre del 1980, Cambridge, Massachusetts) fou un catedràtic d'Història de la Universitat Harvard, conegut pel seu llibre The Balkans in our time, publicat el 1956, i la seva col·lecció de novel·les angleses de l'època victoriana, que contenia més de 18.000 articles.
Wolff es graduà (1936) i obtingué el seu màster per la Universitat Harvard, on fou docent titular entre el 1937 i el 1941, quan abandonà Harvard per anar a treballar a l'Office of Strategic Services (OSS). Com a erudit dels Balcans, fou assistent del director de la secció dels Balcans de l'OSS. Una vegada acabada la Segona Guerra Mundial, Wolff ensenyà durant quatre anys a la Universitat de Wisconsin-Madison i el 1950 esdevingué professor associat del Departament d'Història de Harvard. El 1955 es convertí en professor titular i entre el 1960 i el 1963 presidí el departament. El 1963–1964 fou un becari Guggenheim. En el moment de la seva mort d'un atac de cor el 1980, a l'edat de 64 anys, encara participava activament en el Departament d'Història de Harvard.
Escrigué articles, prefacis i llibres sobre la història i la literatura anglesa i fou coautor de tres llibres de text molt utilitzats en classes d'història en l'educació secundària i universitària. A la dècada del 1980, la Universitat de Texas a Austin adquirí la seva biblioteca de novel·les angleses de l'època victoriana per 2,6 milions de dòlars.

## Obres
- amb Crane Brinton i John B. Christopher:  A history of civilization (en anglès).  Prentice-Hall, 1955.
- The Balkans in our time (en anglès).  Harvard University Press, 1956.[1]
- amb Crane Brinton i John B. Christopher:  Modern civilization: a history of the last five centuries (en anglès).  Prentice-Hall, 1957.
- Golden key: a study in the fiction of George MacDonald (en anglès).  Yale University Press, 1961.[4]
- amb Crane Brinton i John B. Christopher:  Civilization in the West (en anglès).  Prentice-Hall, 1964.
- Strange stories and other explorations in Victorian fiction (en anglès).  Garland Publishing, 1971. ISBN 0876450478.
- Studies in the Latin empire of Constantinople (en anglès).  Variorum, 1976. ISBN 0902089994.
- Gains and losses: novels of faith and doubt in Victorian England (en anglès).  Garland Publishing, 1977. ISBN 0824016173.[5]
- Sensational Victorian: the life and fiction of Mary Elizabeth Braddon (en anglès).  Garland Publishing, 1979. ISBN 0824016181.[6]
- William Carleton, Irish peasant novelist: a preface to his fiction (en anglès).  Garland Publishing, 1980. ISBN 0824035275.
- Nineteenth-Century Fiction: A Bibliographical Catalogue based on the Collection formed by Robert Lee Wolff/Compiled by Robert Lee Wolff (en anglès). 5 volums.  Garland Publishing, 1981–1986.